# Muzeum Sztuki Współczesnej w Sydney
Muzeum Sztuki Współczesnej (ang. Museum of Contemporary Art Australia) – muzeum sztuki współczesnej w Sydney, Australia. Zbiory obejmują m.in. dzieła Dawida Hockneya, Andy Warhola czy Christo. Słynie również z organizowania wielu kontrowersyjnych wystaw, których echa odbiły się głośno w świecie sztuki.

## Historia
Muzeum którego zbiory opierają się na donacji Johna Powera dla Uniwersytetu w Sydney zostało otwarte w listopadzie 1991 roku.